# 蒙古红鳍鲌
蒙古鲌（学名：Chanodichthys mongolicus）为輻鰭魚綱鯉形目鯝科紅鰭鲌属的鱼类，俗名黄尾、红稍、银朱点尾、红尾鲢。其种加词“mongolicus ”意为“蒙古的”。分布于俄罗斯以及中国各水系等，常生活于缓流水的江河中以及栖息在水体的中上层。本魚體延長且側扁，頭背交接處隆起，腹鰭至肛門有腹棱，吻短鈍，口端位，口斜裂，上頷長於上頷，體被中圓鱗，側線完全，背鰭末端鰭條變硬，背鰭硬棘3枚，背鰭軟條7枚，臀鰭硬棘3枚，臀鰭軟條20-21枚，胸鰭短，腹鰭起點位於背鰭起點前，尾鰭深分叉，體淺灰色，腹部銀白色，魚鰭淡橘紅色，體長可達100公分。该物种的模式产地在北京、东北、蒙古。

## 亚种
- 程海鲌（学名：Chanodichthys mongolicus elongatus），He et Liu于1980年命名，俗名压条鱼。在中国，分布于程海等，一般生活于湖区水面开阔处以及为中上。该物种的模式产地在程海。[3]
- 蒙古鲌指名亚种（学名：Chanodichthys mongolicus mongolicus），Basilewsky于1855年命名，是中国的特有物种。分布于黑龙江到海南等。该物种的模式产地在北京、东北、蒙古。[4]
- 邛海鲌（学名：Culter mongolicus qionghaiensis），Ding于1990年命名。为重要经济鱼类，占渔获物的10至20%、肉嫩味鲜、具有较高的经济价值，分布于四川邛海湖等。该物种的模式产地在四川邛海湖。[5]